# Antonio Ciano
Antonio Ciano (Torre del Greco, 9 de abril de 1981) es un deportista italiano que compitió en judo. Ganó una medalla de plata en el Campeonato Europeo de Judo de 2009, en la categoría de –81 kg.

## Palmarés internacional
| Campeonato Europeo | Campeonato Europeo | Campeonato Europeo | Campeonato Europeo |
| Año                | Lugar              | Medalla            | Categoría          |
| ------------------ | ------------------ | ------------------ | ------------------ |
| 2009               | Tiflis (Georgia)   | Medalla de plata   | –81 kg             |